# Robert Jaugstetter
Robert Jaugstetter (Savannah, 15 de junio de 1948) es un deportista estadounidense que compitió en remo como timonel.
Participó en los Juegos Olímpicos de Los Ángeles 1984, obteniendo una medalla de plata en la prueba de ocho con timonel. Ganó dos medallas en el Campeonato Mundial de Remo, plata en 1981 y bronce en 1982.

## Palmarés internacional
| Juegos Olímpicos   | Juegos Olímpicos             | Juegos Olímpicos  | Juegos Olímpicos   |
| Año                | Lugar                        | Medalla           | Prueba             |
| ------------------ | ---------------------------- | ----------------- | ------------------ |
| 1984               | Los Ángeles (Estados Unidos) | Medalla de plata  | Ocho con timonel   |
| Campeonato Mundial |                              |                   |                    |
| Año                | Lugar                        | Medalla           | Prueba             |
| 1981               | Múnich (RFA)                 | Medalla de plata  | Cuatro con timonel |
| 1982               | Lucerna (Suiza)              | Medalla de bronce | Cuatro con timonel |